# Церковь Константина и Елены (Симферополь)
Храм Святых Равноапостольных Константина и Елены (Екатерининская церковь) — православный храм в Симферополе. Старейший храм города, в 1787 году в нём молилась Екатерина II. В советское время был разрушен. Восстановлен к 2001 году.

## История
За свою 230 летнюю историю старейший храм Симферополя был свидетелем важнейших исторических событий Симферополя. Несколько раз храм перестраивали и меняли его облик. В советский период был полностью разрушен, оставалась только одна арка, но в 1991 году было принято решение восстановить памятку местного значения, место посещения императрицы Екатерины ІІ. Этот факт перешёл и в городской обиход. Церковь часто называют «Екатерининская», хотя в городе расположен другой храм, носящий официальное название «Храм святой великомученицы Екатерины».

### Основание и дореволюционный период
Только что основанный молодой городок Симферополь бурно рос, но первое время православных храмов не было. Спустя несколько лет, в 1785 году командир полка Б. А. Тищев купил жилой дом и устроил в нём для полка домовую церковь во имя равноапостольных царей Константина и Елены.
После ухода военных из города, церковь некоторое время пустовала, но в 1786 году правитель Таврической области Василий Каховский дал распоряжение на создание иконостаса и богослужения в церкви возобновились. 27 мая 1787 года, проезжая из Бахчисарая в Белогорск храм посетила императрица Российской Империи Екатерина ІІ, где совершила обеденную молитву.
Свидетельством данного события является мемориальная доска, которая расположена у входа в храм. Императрица была удивлена простотой единственной церкви в городе и издала распоряжение построить просторный храм (современный Петро-Павловский собор). После открытия нового собора в 1806 году церковь потеряла свой статус главной. Во второй половине XIX века перешла в собственность как домовая церковь генерал-майора Василия Попова.
В 1880-х годах церковь существенно преобразилась. Была построена двухъярусная колокольня. В 1887 году обновленный храм был освящен. В 1914 году, в военное время, церковь вновь стала полковой. До настоящего времени на потолке храма можно видеть изображения гербов полков.

### Советский период
В 1917—1921 годы церковь была приписана к Петропавловскому собору. В этот же период советские власти предприняли попытки закрыть все домовые церкви города. Но окончательно церковь была закрыта и приведена в «гражданский вид» путем демонтажа куполов и крестов в 1929 году. Некоторое время здание храма использовалось аэроклубом, после — служило архивом областного ЗАГСа.

### Возрождение
В 1991 году первый православный храм Симферополя был возвращён церкви. До этого времени сохранились отдельные элементы декора и арочные проемы. Благодаря стараниям Митрополита Лазаря (Швец) церковь была возрождена и в 2001 году в ней провели первое, после многолетнего перерыва, богослужение.